# 岸上鎌吉
岸上 鎌吉（きしのうえ かまきち、ローマ字表記：Kamakichi Kishinouye、慶応3年11月4日（1867年11月29日） - 昭和4年（1929年）11月22日）は、日本の動物学者・水産学者。日本の水産学黎明期の学者であり、水産上の重要生物を中心に日本に於ける動物分類学の基礎を築いた学者の一人として位置づけられる。

## 人物
慶応3年、尾張国知多郡横須賀村（後の愛知県知多郡横須賀町、現在の東海市）に生まれる。明治13年（1880年）に愛知県立旭丘高等学校の前進である愛知県中学校へ入学、明治16年（1883年）東京大学予備門へと進む。帝国大学理科大学動物学科へ入学後、箕作佳吉に師事する。丘浅次郎とは動物学科での同期であるが、岸上は本科生であり丘は撰科生である。明治22年（1889年）に理科大学を卒業する。その年の11月に東京海洋大学の前身である水産伝習所（大日本水産会運営）が認可され、動物発生学の講師として採用される。当時の同僚には内村鑑三・岡田信利・岡村金太郎がいる。明治24年（1891年）には農商務省水産局技師に任命され、明治26年（1893年）に水産調査所が設立されると第一部主任技師となり、東京湾を始め日本各地の水産生物の分類・分布・発生調査及び繁殖（養殖）技術の研究に従事した。
明治28年（1895年）理学博士号を授与された。日清戦争終結の翌年である明治29年（1896年）から満州、明治31年（1898年）にはベルゲンで開催された万国水産博覧会の事務官として同地へ訪れ、欧米を巡って現地の水産業を視察した。明治36年（1903年）に水産調査課長に就任、明治38年（1905年）には日露戦争直後の樺太、明治41年（1908年）にサンクトペテルブルクなどを廻り、日露漁業条約の締結に協力などを行う。明治42年（1909年）には、前年に創設された東京帝大農科大学に水産学科が新設され教授に任命され、水産学第一講座を担任し，水産原論や水産動物学を講義すると共に研究に専心した。昭和3年（1928年）10月に定年退官、名誉教授となった。第一講座の後任は雨宮育作。教授在任中に帝国学士院会員に選出される他、デンマーク水産学会・スウェーデン水産学会・アメリカ水産学会の名誉会員に推薦されている。昭和2年（1927年）から昭和4年にかけて日中文化協定による揚子江の魚類調査を教え子の木村重と共に三度行う。三度目の調査中である昭和4年11月22日早朝、宿泊先の成都市の日本総領事館で急性脳貧血で倒れ、客死する。遺体は防腐処理が施され、同年12月19日、上海にて荼毘に付された。
動物学上の多くの業績のうち、マグロ、カツオ、サバなどの生態、形態、系統などを明らかにした「鯖形魚類の研究」や日本産クルマエビ属の水産上重要種のほぼ全てを網羅した「本邦産くるまえび属」などが特に有名である。その他に海綿、クラゲ、クモ、ウニ、クジラ、オットセイなど様々な分類群をテーマに100編以上の論文を報告した。カブトガニの研究に於いて先鞭をつけた日本人の一人でもある。エチゼンクラゲ、モエビ、アキアミ、トラフザメなど、岸上によって記載された動物も多い。また、漁撈学に於いても広い見識を持ち、貝塚から出土した漁具研究も行った。
標本の入手には市場や漁師からの購入を重視し、時には特別料金を支払い漁師を直接雇って採集させたこともある。これは大学在学中に三崎臨海実験所の採集人である青木熊吉の手腕に感銘を受け、海外視察の蔡にも遠洋漁業船に長期間同船するなど、「その土地の漁師はその土地の生物について誰よりもある点までは優れた学者である」という信念を強く持っていたためとされる。
内海高鳳より日本画を習い、水彩画を趣味としていた。この技能は解剖図譜の作成や調査行上での風景写生に生かされ、雑誌の表紙に揮毫したこともあった。
大正10年頃，東京帝国大学水産学科卒業生である高島野十郎の筆による肖像画が描かれており，令和6年現在も東京大学大学院農学生命科学研究科 水圏生物科学専攻が所蔵・掲示している。

## 栄典
位階
- 1926年（大正15年）4月2日 - 従三位[4]

勲章
- 1906年（明治39年）4月1日 - 勲四等瑞宝章[5]
- 1912年（大正元年）12月18日 - 勲三等瑞宝章[6]

## 献名
岸上に対する献名には以下のものなどがある。しかし一部は分類学の進展によってシノニム（異名）とされている。
- キシノウエモエビ（モエビモドキ）Birulia kishinouyei (Yokoya, 1930)
- キシノウエトタテグモ Latouchia swinhoei typica (Kishida, 1913)
- オニカナガシラ Lepidotrigla kishinouyei Snyder, 1911
- キシノウエトカゲ Plestiodon kishinouyei (Stejneger, 1901)
  - Kishinouyea Mayer, 1910 （Calvadosia James-Clark, 1863 ジュウモンジクラゲ属の新参異名とされる）
  - Kishinouyea Ôuchi, 1938 （上記 Kishinouyea Mayer, 1910の新参同名になるため無効名）
  - Kishinouyeum Ôuchi, 1938 （上記の代替名だがヒメカマキリ科の Phyllothelys Wood-Mason, 1877 の新参異名とされる）
  - Kishinoella Jordan & Hubbs, 1925 （Thunnus South, 1845 マグロ属の新参異名とされる）

## 業績
- CiNii「岸上鎌吉」検索結果

## 親族
- 娘婿 数藤鉄臣（内務官僚、娘・ふじ子の夫）[7]